# Mains of Hallhead House

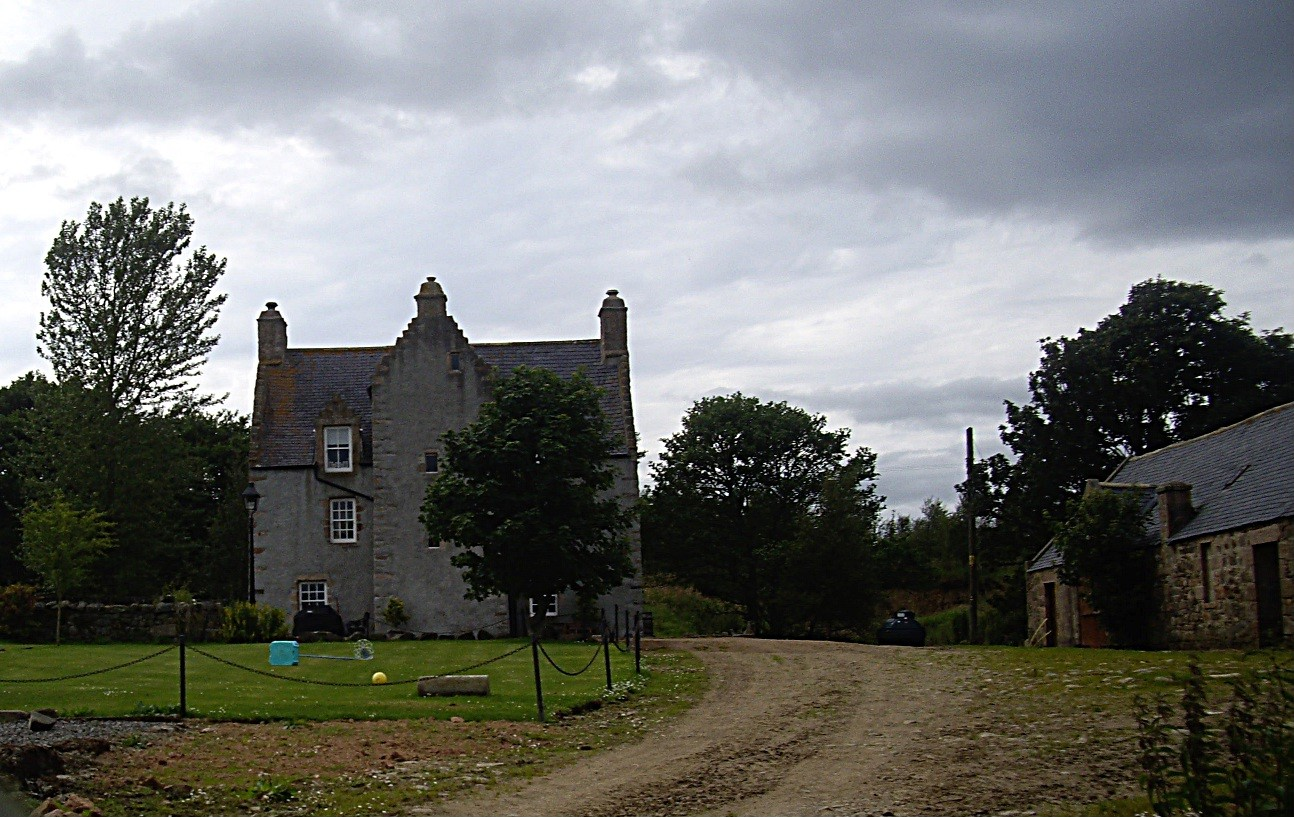
Mains of Hallhead House

Mains of Hallhead House ist ein Bauernhaus nahe der schottischen Ortschaft Alford in der Council Area Aberdeenshire. 1971 wurde das Bauwerk in die schottischen Denkmallisten in der höchsten Denkmalkategorie A aufgenommen.

## Geschichte
Es waren die Gordons of Esslemont, die das Gebäude als Herrenhaus des lokalen Lairds im Jahre 1688 (andere Quellen sprechen auch von 1668 oder 1686) errichten ließen. Zu einem unbekannten Zeitpunkt wurde das Herrenhaus aufgegeben und später als Bauernhaus weiterverwendet. Im Jahre 1842 wurde es bereits als Bauernhaus genutzt. Es wird auch auf den schlechten Zustand des Gebäudes hingewiesen. Im Jahre 1968 wurde das zwischenzeitlich renovierte Mains of Hallhead House nur noch als Wochenendhaus genutzt.

## Beschreibung
Mains of Hallhead House steht in einer dünnbesiedelten Region Aberdeenshires rund acht Kilometer südwestlich von Alford am Fuße der östlichen Ausläufer der Grampian Mountains. Durch den mittig aus der Fassade heraustretenden Treppenturm weist das zweistöckige Gebäude einen schlichten T-förmigen Grundriss auf. In einem Innenwinkel kragt ein gerundeter Turm aus. Die Fassaden des ehemaligen Herrenhauses sind mit einer dünnen Schicht Harl verputzt. Seine Satteldächer sind mit Staffelgiebeln ausgeführt. Die Lukarnen wurden vermutlich im Laufe des 19. Jahrhunderts ergänzt. Der Innenraum wurde im Laufe des 20. Jahrhunderts modernisiert. Die Stallungen sind mit einem profilierten Segmentbogenportal ausgeführt, welches das Baujahr 1703 in Verbindung mit dem Monogramm IGMR ausweist.